# 石井光
石井 光（いしい あきら、1946年 - ）は、東京都出身の内観学者。青山学院大学名誉教授。
吉本伊信の開発した内観法を世界に広める活動に従事している。その結果、海外、特にドイツ・オーストリアなどの公的・私的機関（特に矯正施設、医療施設）において採用されるに至る。国際内観学会実行委員。また、大学内で「内観フォーラム」や「内観と教育に関する研究会」を主催する。

## 略歴
1946年東京都生まれ。慶應義塾大学経済学部卒業後、同大学大学院法学研究科修士課程を経て、東京大学大学院法学研究科博士課程単位取得満期退学。青山学院大学助教授を経て、現在、青山学院大学法学部教授。アメリカ合衆国、ヨーロッパ、アジア等で集中内観研修会を主催し､教育の分野で広く成果をあげている、自分を見つめる方法としての内観法を世界に広めている。また、教育界など様々な分野において講演を行っている。

## 主要著作
- 単著『一週間で自己変革』講談社（台湾語訳、時報出版）
- 編著『子どもが優しくなる秘けつ』教育出版（独語訳"Naikan in der Schule"）
- ヨゼフ・ハルテルと共編著『内観の本質』（日、英、独語）
- 『Naikido-Verlag』（オーストリア）

## 関連事項
- 内観法
- 青山学院大学の人物一覧
- 吉本伊信